# Phlebopenes basilica
Phlebopenes basilica är en stekelart som först beskrevs av Marshall 1892.  Phlebopenes basilica ingår i släktet Phlebopenes och familjen hoppglanssteklar. Inga underarter finns listade i Catalogue of Life.